# Canal-du-Midi (métro de Toulouse)
Canal-du-Midi est une station de la ligne B du métro de Toulouse. Elle est située à la limite des quartiers Compans-Caffarelli et des Minimes, au bord du canal du Midi, à Toulouse.

## Situation sur le réseau
Canal-du-Midi est située sur la ligne B du métro de Toulouse, entre les stations Minimes-Claude-Nougaro au nord et Compans-Caffarelli au sud.

## Histoire
Sa construction a nécessité de dévier les eaux du canal du Midi pendant plusieurs mois, son inauguration a eu lieu le 30 juin 2007 en présence de Jean-Louis Borloo.
En 2016, la station a enregistré 1 788 668 validations. En 2018, 1 917 486 voyageurs sont entrés dans la station, ce qui en fait la 24ème station la plus fréquentée sur 37 en nombre de validations.

## Services aux voyageurs

### Accès et accueil
Elle est située entre le centre-ville de Toulouse et le quartier des Minimes. La station comporte deux accès, situés face à face, l'un sur le boulevard de l'Embouchure et l'autre sur le boulevard de la Marquette, aux bords du Canal du Midi, juste à côté du conseil départemental de la Haute-Garonne. Elle est accessible grâce à deux ascenseurs, deux escaliers et un escalator. Elle est équipée de guichets automatiques pour permettre l'achat des titres de transports.

Installations
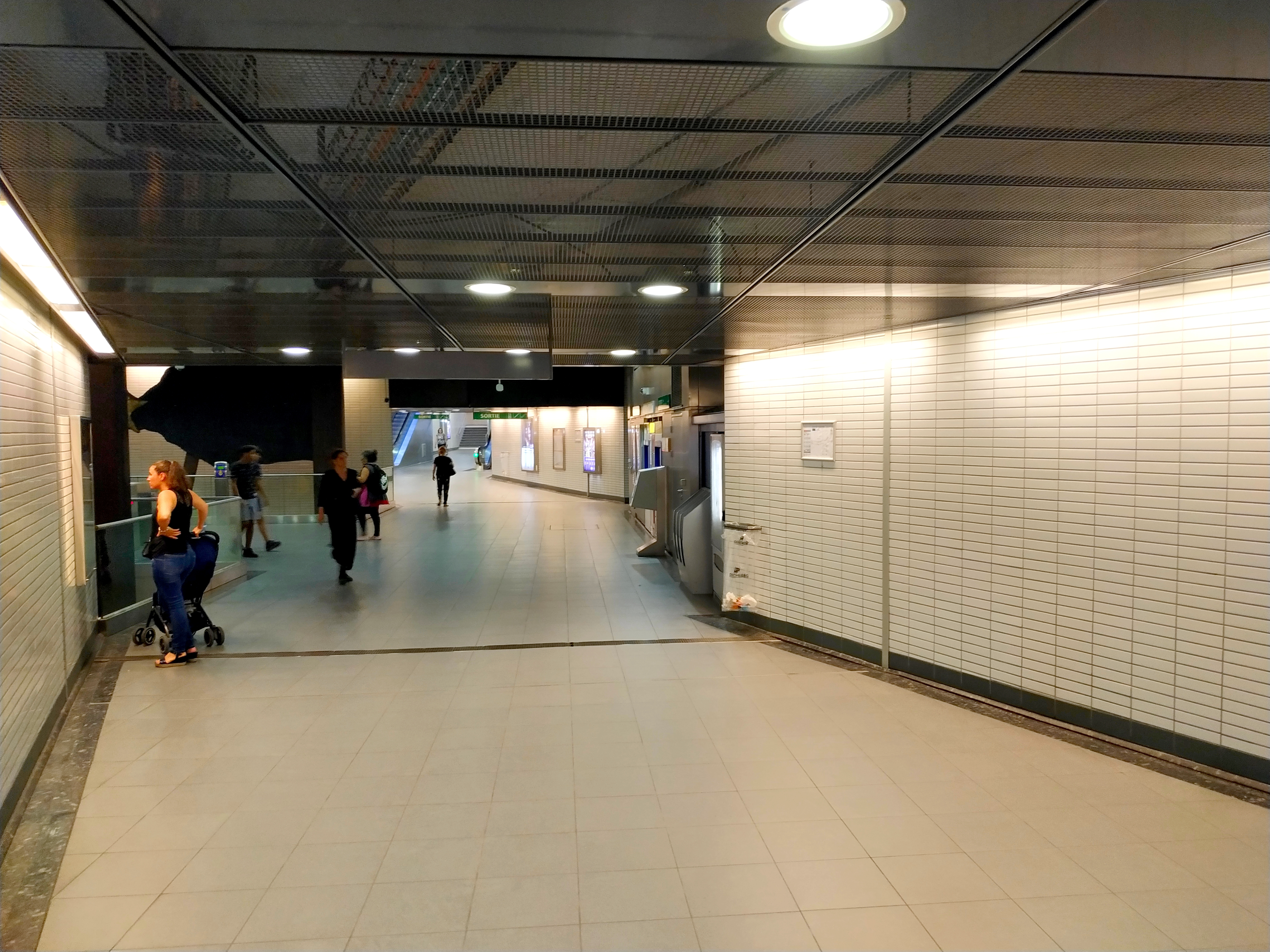
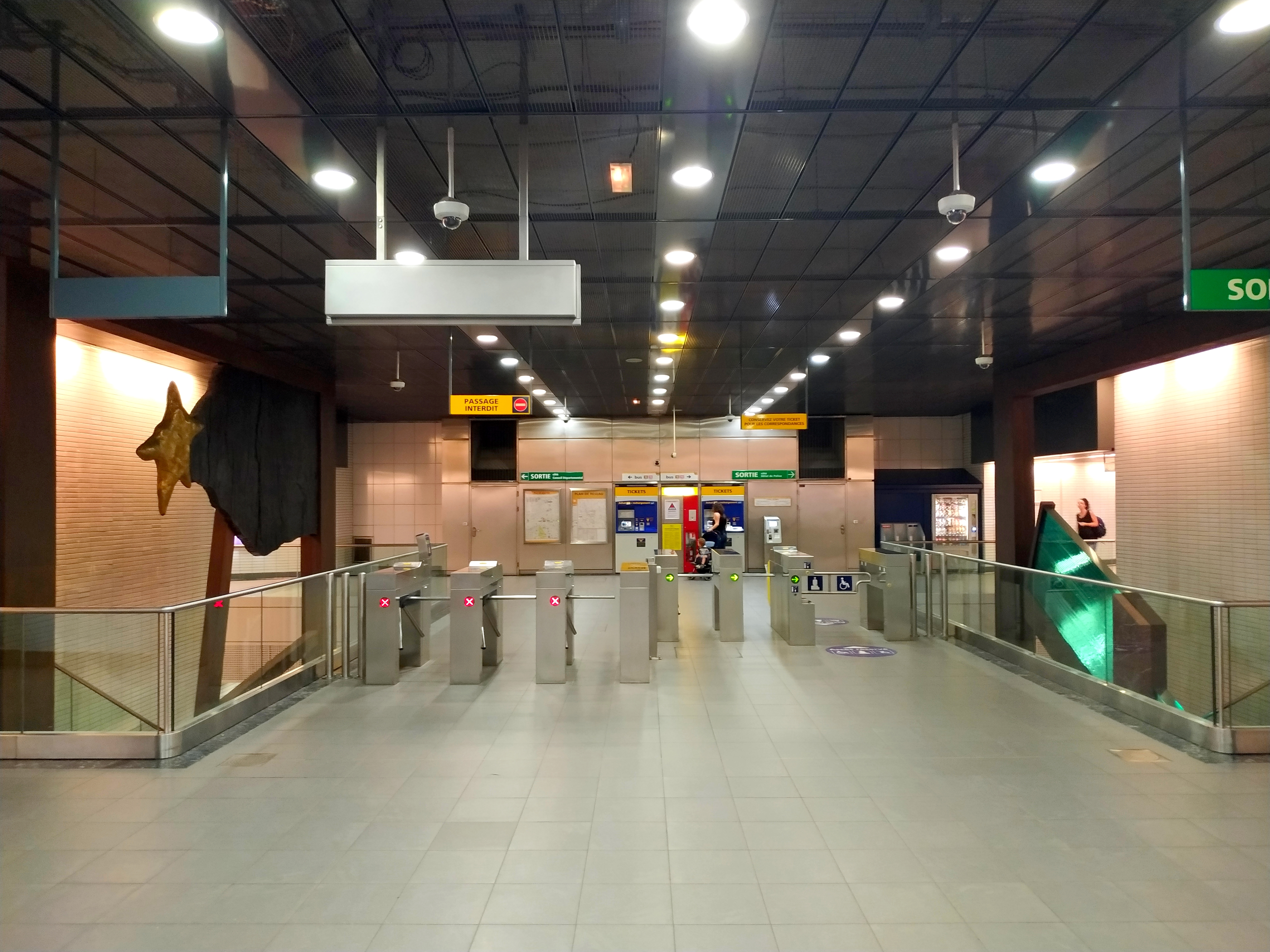

### Desserte
Comme sur le reste du métro toulousain, le premier départ des terminus (Borderouge et Ramonville) est à 5h15, le dernier départ est à 0h du dimanche au jeudi et à 3h les vendredi et samedi.

Installations
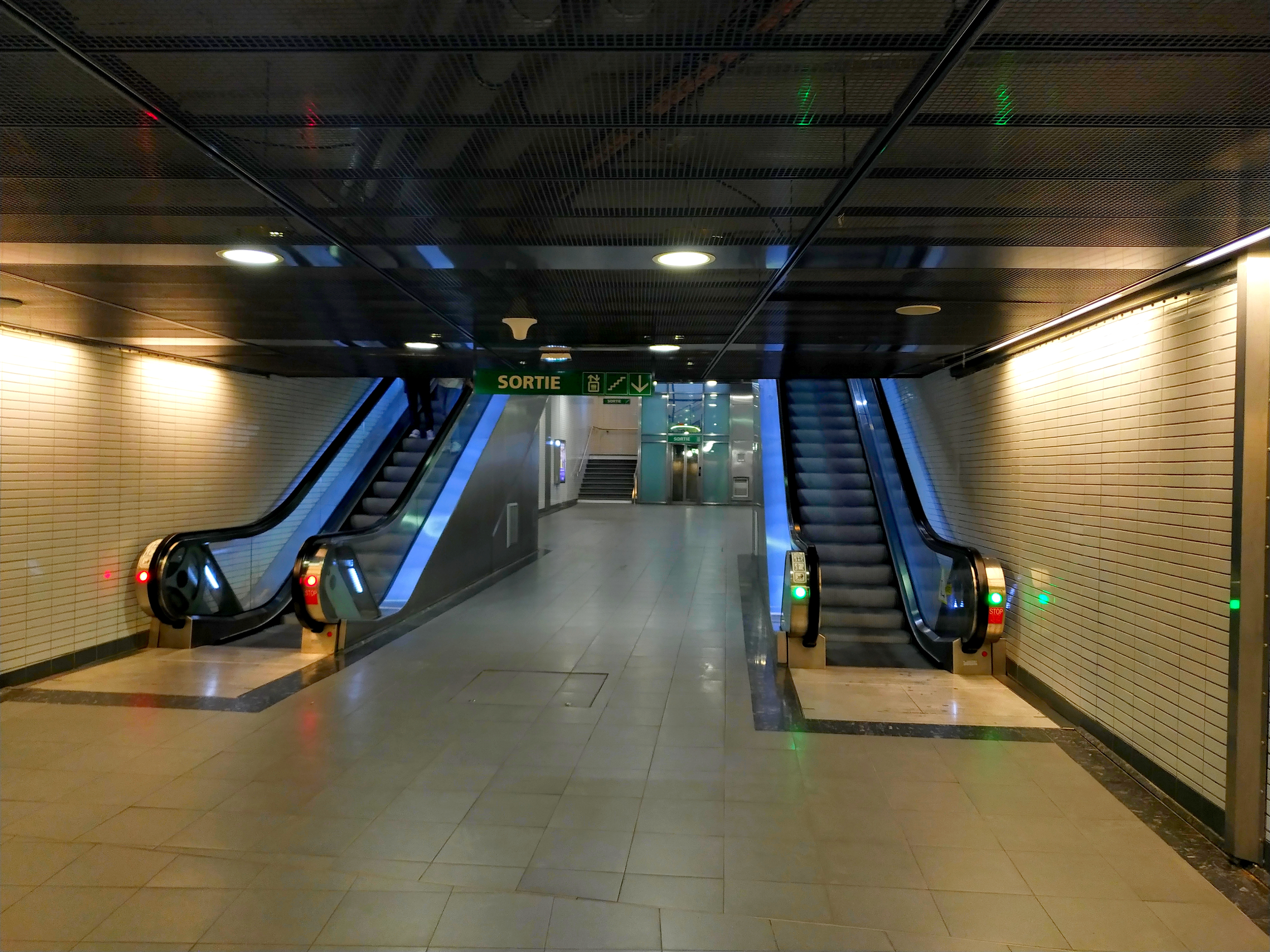
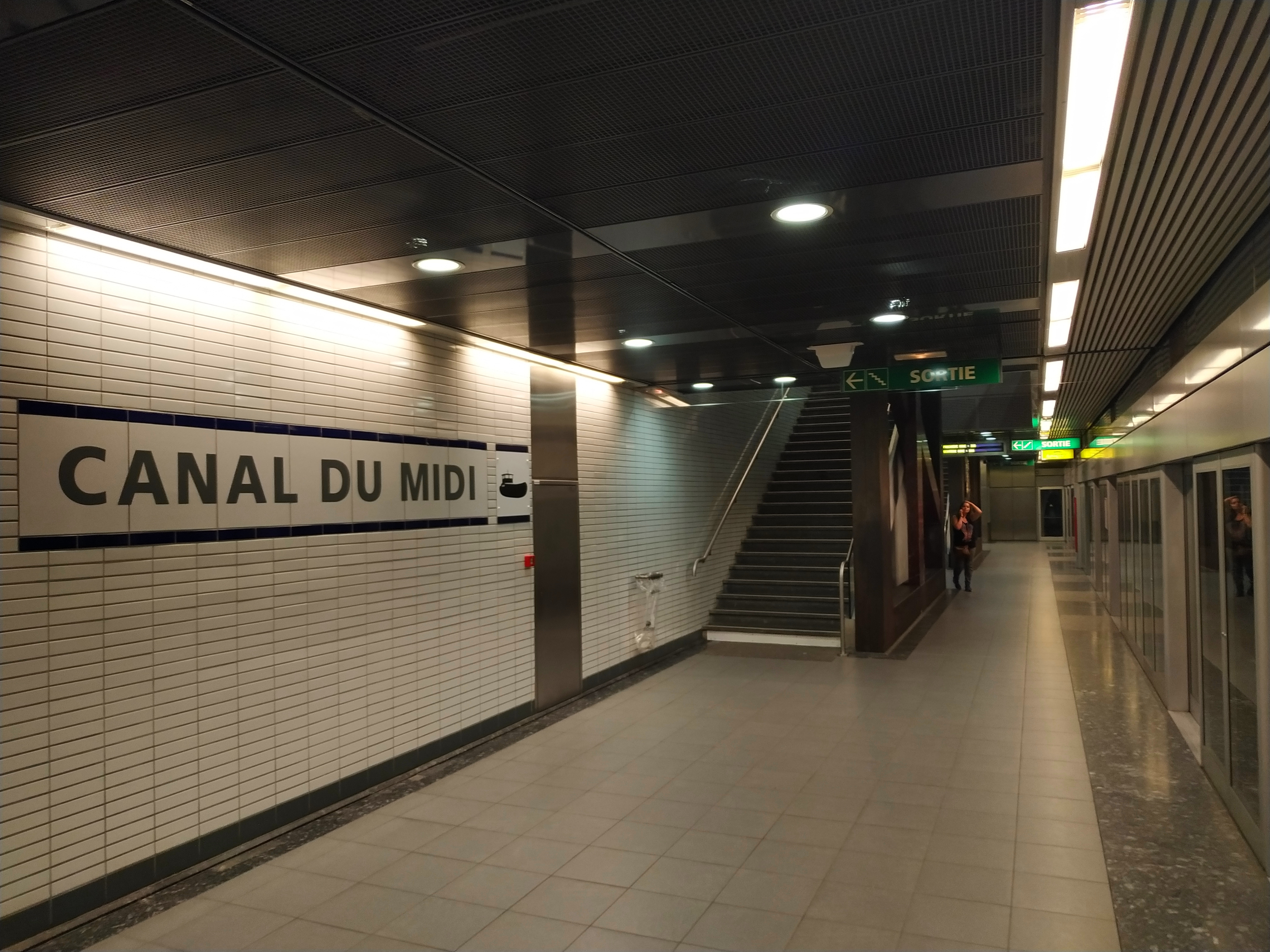
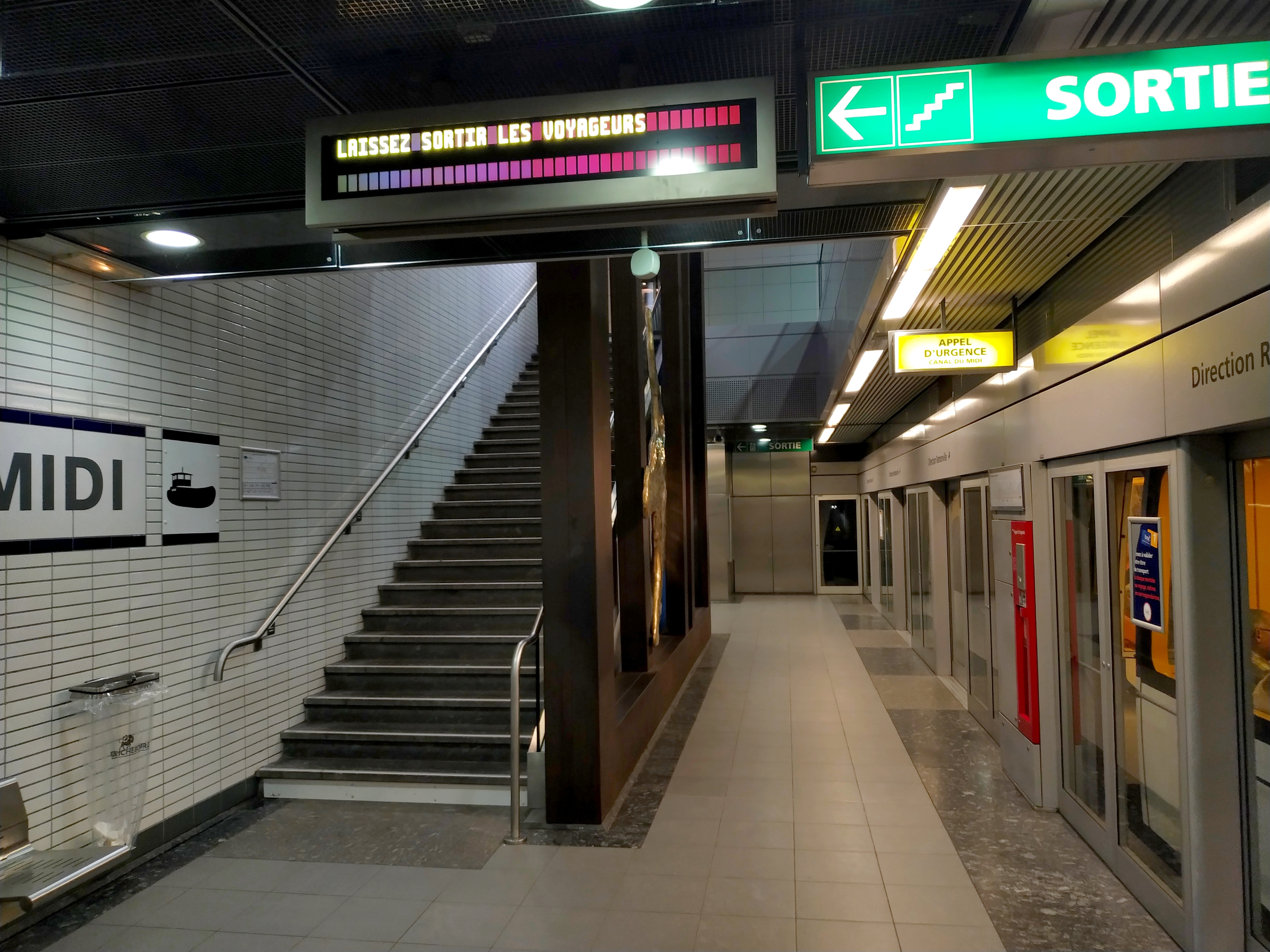

### Intermodalité
La station est desservie par les lignes 15, 70 et par la Navette Cimetières du réseau Tisséo.

## L'art dans la station
La station a été réalisée par le groupement Casalta - Gorget - Harter (atelier CACTUS). Elle possède de nombreuses galeries de liaison souterraine par rapport aux autres stations de la ligne. L'œuvre d'art qui est présente sur cette station est un ensemble de quatre sculptures monumentales de l'artiste Daniel Pommereulle. Son œuvre utilise les matériaux suivants : verre, cuivre, porcelaine, ardoise, bronze et marbre rouge. Les tranches de verre rappellent l'eau du canal qui se trouve au-dessus de la station.

## A proximité
- Conseil Départemental de la Haute-Garonne
- Commissariat Central de Police
- Lycée Professionnel Hélène Boucher
- Stations VélôToulouse no 109, 1 boulevard de la Marquette et no 123, 1 rue de Chaussas